# 高須奈緒美
高須奈緒美（たかす なおみ、1963年12月15日 ‐ 2019年1月25日）は、国際文化交流の専門家。東京大学教養学部（教養学科第２フランス分科）卒業後、国際交流基金に勤務。

## 経歴
- 1988年に国際交流基金の人物交流部に配属、ギタリスト渡辺香津美らのバンドとアジア５か国を１か月歴訪。[1]

- 1997年、パリ日本文化会館に赴任。1998年に「縄文展」を担当。その展覧会初日、レヴィ＝ストロースが、1時間にわたってひとつひとつの作品を見て回った。帰り際に高須が「カタログ、あとでお届けしましょうか」と問うた。レヴィ＝ストロースはにっこり笑って、「とんでもない、一刻も早く手に取って、ゆっくり読みたいから自分で持ち帰りますよ」といい、長身の痩躯を翻し、カタログを持ってメトロの駅に消えていった。[2]

- 2002年、国際交流基金設立30周年記念特集「地球的多文化共生の時代を迎えて」を編集。

- 2004年、インドとブータンからまちづくり専門家グループを日本に招へい。翌2005年には、日本の専門家とともにポンディシェリを訪問、津波被害からの復興過程で生じた「ツナミカ」運動に接した。[3]

- 2006年、外務省在セネガル大使館に文化担当官として赴任。そのおりの経験を記したエッセイが、のちに『ラッパー、サンゴールを歌う　セネガルてんやわんや』として公刊された。

- 2011年、新しい日本語能力試験を「日本語の未来を載せたクルマ」と呼ぶ。[4]

- 2015年、ローマ日本文化会館に館長として赴任。同会館の中島健による日本庭園に魅せられ、三部作をイタリア圖書Biblioteca Italianaに発表（「ローマ日本文化会館の庭をめぐる、ある妄想」「花という異文化体験」「ローマ日本文化会館の庭: その「修景」をめぐって」）。